# Phyllona
Phyllona nom. rej., nepriznati je rod crvenih algi iz porodice Bangiaceae, vodi se kao sinonim za rod Porphyra, ali je u njemu još 4 vrste s priznatim imenima (sve su morske)

## Popis vrsta
1. Phyllona carnea (Grunow) Kuntze
2. Phyllona cordata (Meneghini) Kuntze
3. Phyllona grayana (Reinsch) Kuntze
4. Phyllona minor (Zanardini) Kuntze